# Sant'Angela Merici (titolo cardinalizio)
Sant'Angela Merici (in latino: Titulus Sanctae Angelae Merici) è un titolo cardinalizio istituito da papa Francesco il 22 febbraio 2014 con la lettera apostolica Purpuratis Patribus. Il titolo insiste sulla chiesa di Sant'Angela Merici, sita nel quartiere Nomentano e sede parrocchiale dal 25 settembre 1963.
Dal 5 ottobre 2019 il titolare è il cardinale Sigitas Tamkevičius, arcivescovo emerito di Kaunas.

## Titolari
- Fernando Sebastián Aguilar (22 febbraio 2014 - 24 gennaio 2019 deceduto)
- Sigitas Tamkevičius, S.I., dal 5 ottobre 2019